# 雷振聲
雷振声（？—1658年），一作雷震声，清朝政治人物、同進士出身。

## 生平
順治九年（1652年）壬辰科進士第三甲第二十八名。順治十四年（1657年），任丁酉科江南鄉試同考官。隨即，科場案發，順治帝從重處罰，同考官全部處絞，家人流放寧古塔。雷振声处绞刑。